# Bandeira de Guapiaçu
A bandeira de Guapiaçu, juntamente com o brasão o e hino, constituem os símbolos do município brasileiro supracitado, que está localizado no estado de São Paulo.
A Bandeira de Guapiaçu, assim se descreve; de azul, com três faixas onduladas de branco e um círculo central de branco, brocante, carregado do brasão de armas do município de Guapiaçu, em 14m (quatorze módulos) de altura por 20m (vinte módulos) de comprimento; as faixas, tem 2m (dois módulos) de largura, o circulo central tem 8,5m (oito módulos e meio) de diâmetro e o Brasão de Armas neste aplicado, tem 6,5m (seis módulos e meio) de altura.